# Łukasz Krzemiński
Łukasz Krzemiński (ur. 16 czerwca 1980) – polski koszykarz na pozycji skrzydłowego w zespole Spójni Stargard (1997–2000); w zespole KKS Poznań (2001–2002); w zespole Basket Piła zakończył karierę (2010–2011; 2012–2013; 2013/2014; 2014/2015).

## Życiorys

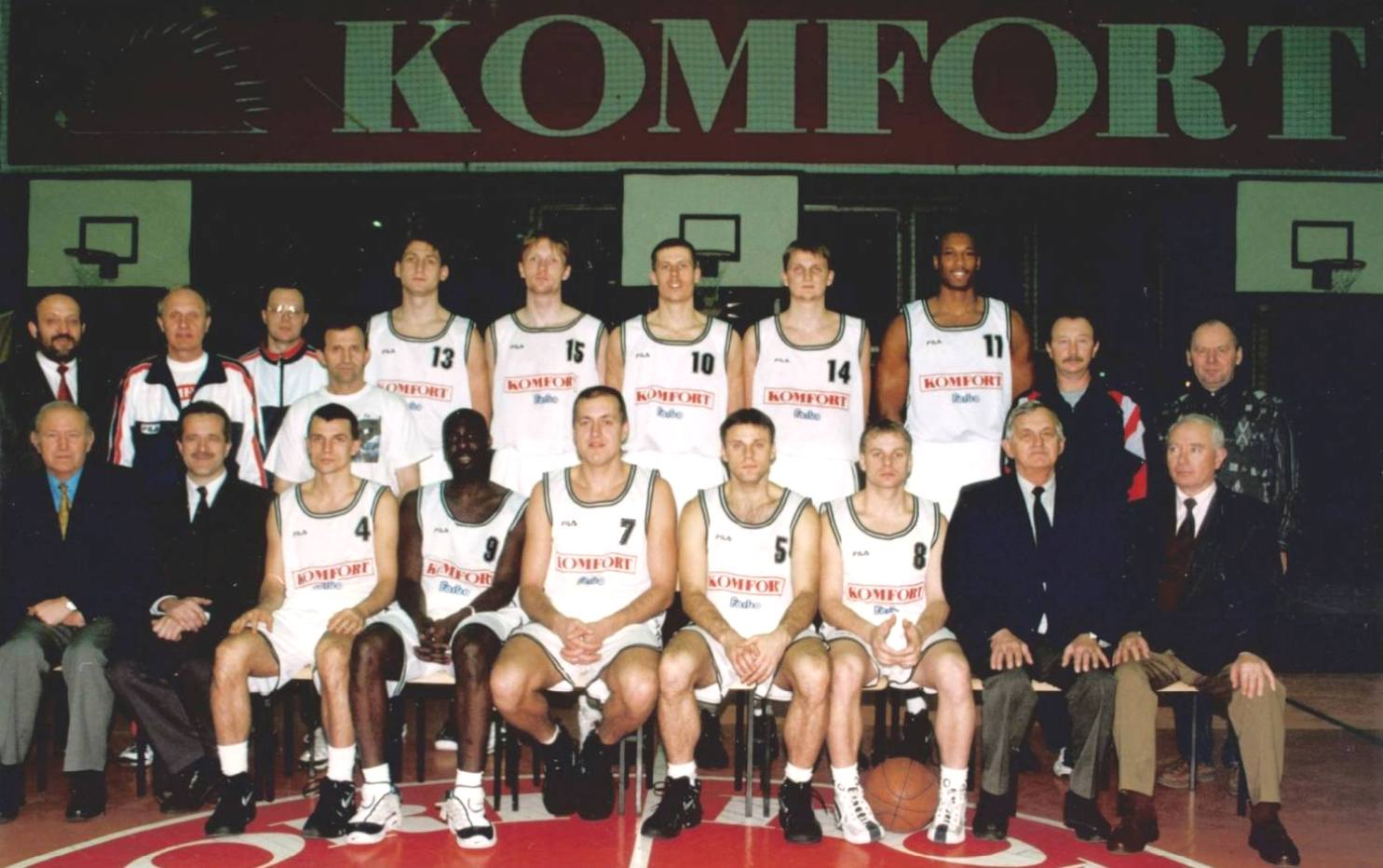
Łukasz Krzemiński grał w klubie Komfort Forbo Stargard (1998/1999)

W roku 1997 w wieku 18 lat rozpoczął treningi w ekstraklasowym (PLK) zespole Komfort Forbo Stargard, gdzie w sezonie 1997/1998 zagrał w 13 spotkaniach. Kolejny sezon 1998/1999 grał dalej w stargardzkiej drużynie, gdzie rozegrał 28 meczów. Sezon 1999/2000 był ostatnim sezonem w Komforcie Forbo Stargard uczestnicząc w 7 spotkaniach. W sumie w ekstraklasowym klubie w Stargardzie Szczecińskim zanotował 48 meczów. W 2000 przeszedł do drużyny pierwszoligowej Polpharmy Pakmet Starogard, ale ostatecznie w sezonie 2000/2001 nie zagrał. W roku 2001 zadebiutował w Poznaniu, gdzie w sezonie 2001/2002 rozegrał 32 spotkania w drużynie pierwszoligowej KKS Poznań. W 2002 przeszedł do Kołobrzegu, ale ostatecznie nie zagrał w zespole Daikin Kotwica Kołobrzeg. W roku 2010, po przerwie, zagrał w drugoligowym zespole Basket Piła, gdzie w sezonie 2010/2011 miał 24 mecze, w 2012/2013 rozegrał 20 spotkań, a w 2013/2014 uczestniczył w 9 meczach. W końcu kariery był w tym samym zespole mając 12 gier. Łukasz Krzemiński w sumie podczas swojej kariery sportowej rozegrał 145 meczów, zdobył 1406 punktów ze średnią 9,7 pkt.. 

## Osiągnięcia
Na podstawie, o ile nie zaznaczono inaczej.

### Drużynowe
- VII miejsce PLK (1998)
- VIII miejsce PLK (1999)
- VIII miejsce PLK (2000)
- Uczestnik rozgrywek:
  - Koracia (1997/1998)

## Historyczne składy Łukasza Krzemińskiego (zawodnik)

### Sezon 1997/1998 (rozgrywki w PLK)

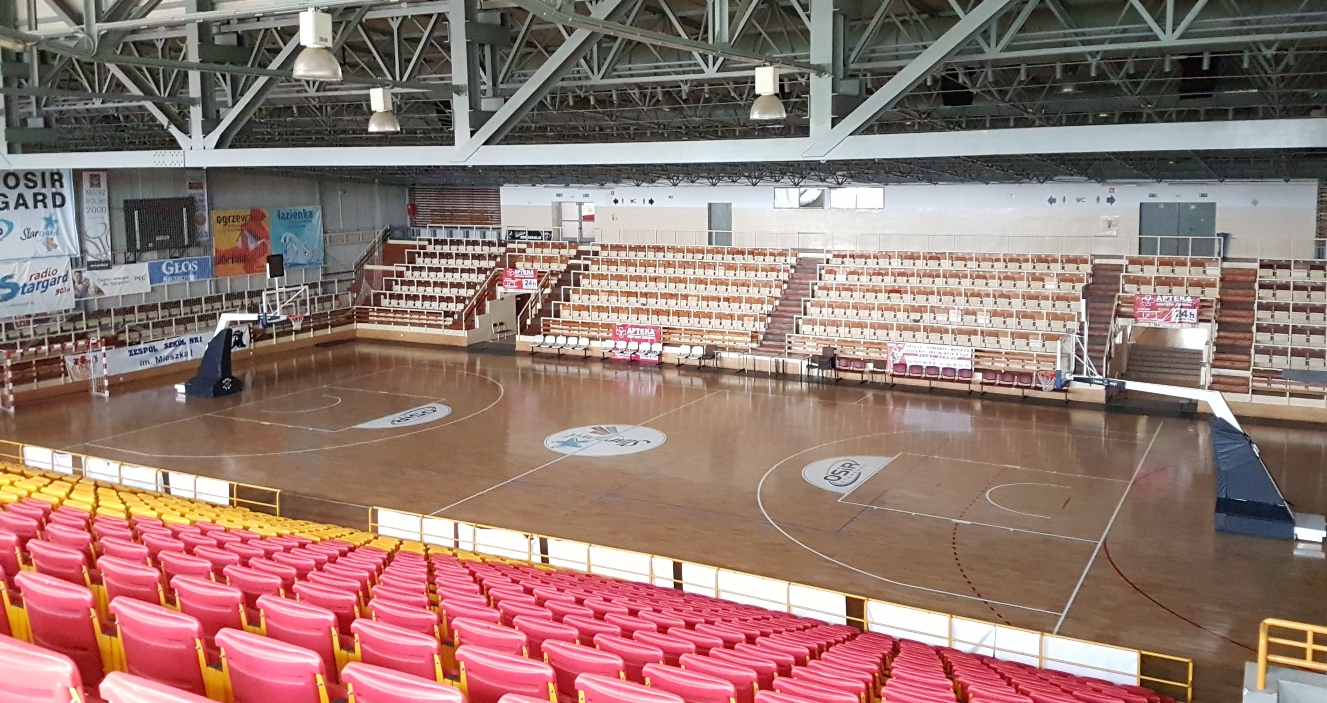
Łukasz Krzemiński zadebiutował w stargardzkiej hali sportowej w 1997

Łukasz Krzemiński zadebiutował w stargardzkim zespole w 1997

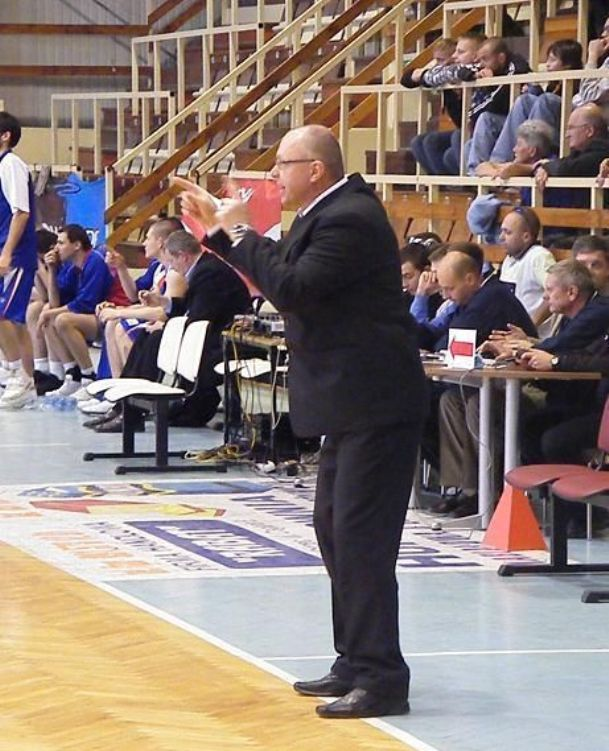
Mieczysław Major był II trenerem Krzemińskiego

Skład z lat 1997/1998:
| Nr | Poz. | Nar.              | Nazwisko i imię    | Data urodzenia | Wzrost | Masa ciała |
| -- | ---- | ----------------- | ------------------ | -------------- | ------ | ---------- |
| 7  | S    | Polska            | Cieliński, Marek   | 1969-04-25     | 198 cm |            |
| 5  | R    | Polska            | Dubij, Wiesław     | 1970-10-06     | 185 cm |            |
| 13 | C    | Polska            | Grudziński, Wiktor | 1978-04.-9     | 207 cm |            |
| 10 | C    | Polska            | Ignatowicz, Piotr  | 1975-02-7      | 198 cm |            |
| 4  | R    | Polska            | Kościuk, Robert    | 1969-01-17     | 186 cm |            |
| 14 | S    | Polska            | Morkowski, Robert  | 1974-08-21     | 200 cm |            |
| 8  | R    | Polska            | Szczerbala, Robert | 1971-01-9      | 172 cm |            |
| 15 | S    | Polska            | Wiekiera, Paweł    | 1978-01-14     | 205 cm |            |
| 11 | C    | Stany Zjednoczone | Stern, Jeff        | 1968-08-24     | 208 cm |            |
| 9  | S/R  | Stany Zjednoczone | Upshaw, Kelvin     | 1959-12-16     | 188 cm |            |
| 3  | S    | Polska            | Kurkianiec, Kamil  | 1980-01-13     | 190 cm |            |
| 6  | S    | Polska            | Krzemiński, Łukasz | 1980-06-16     | 201 cm |            |

Trener:  Tadeusz Huciński
 Asystenci: Mieczysław Major

### Sezon 1998/1999 (rozgrywki w PLK)
Łukasz Krzemiński zadebiutował w stargardzkim zespole w 1998. Grał w różnych składach. Skład z lat 1998/1999:

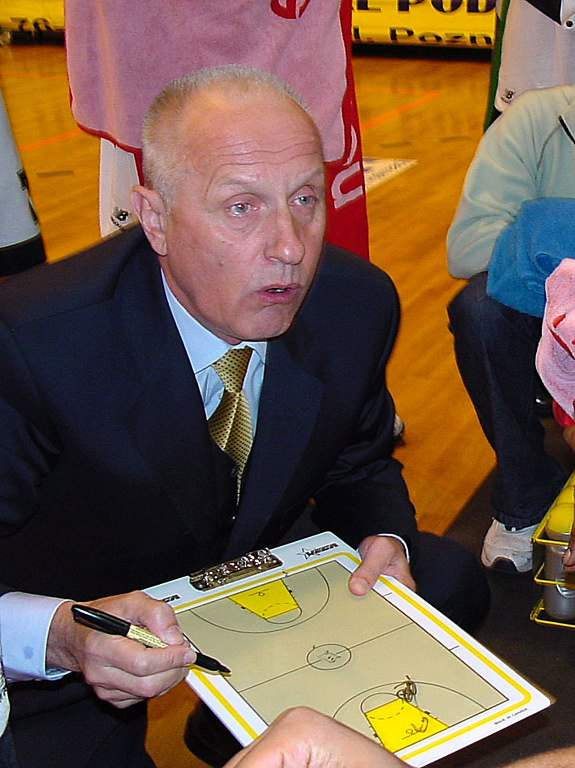
Tadeusz Aleksandrowicz był trenerem Łukasza Krzemińskiego (1998/1999)

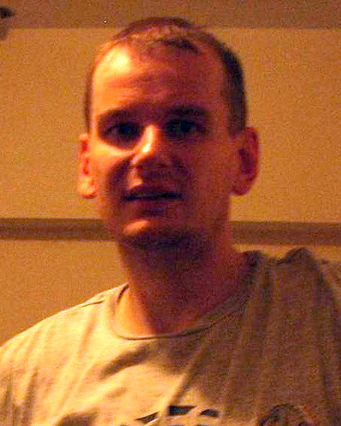
Łukasz Krzemiński grał z Rafałem Bigusem

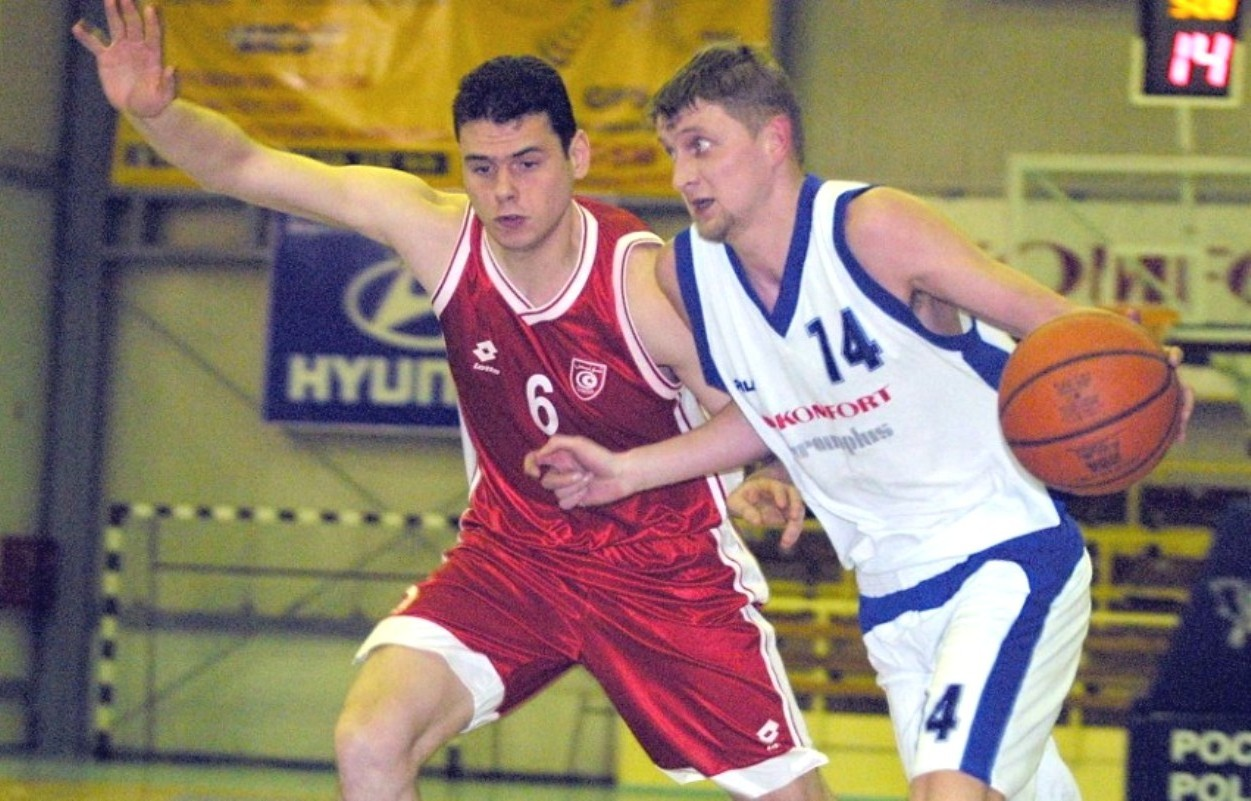
Krzemiński ostatni sezon grał m.in. z Robertem Morkowskim

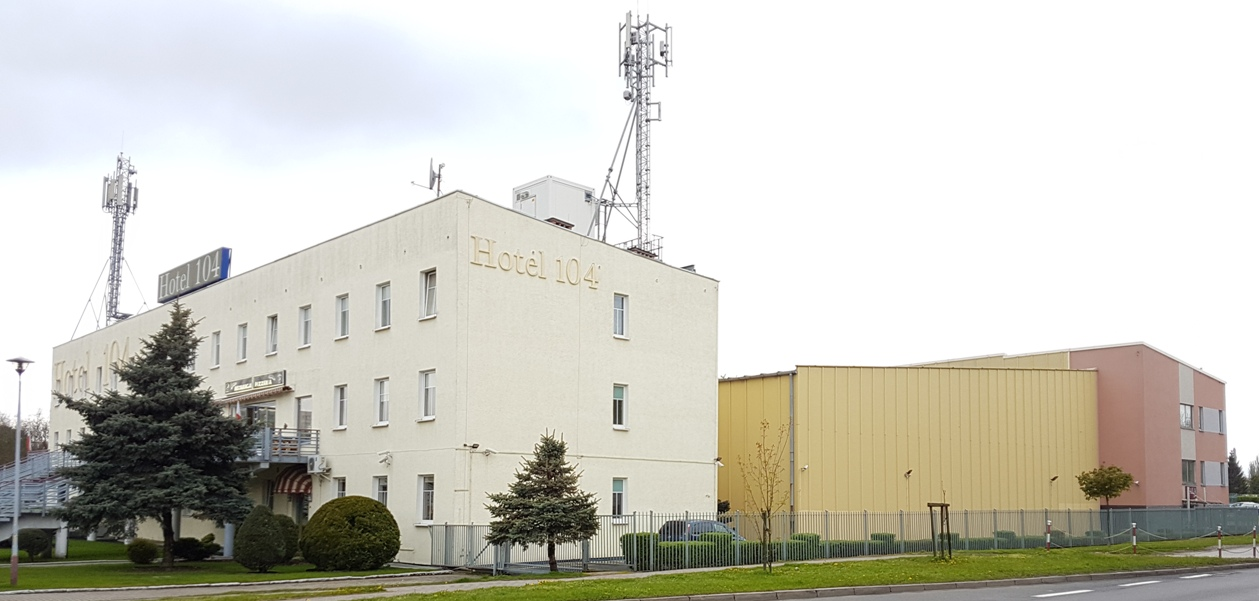
Krzemiński ostatni sezon w stargardzkiej hali zagrał 1999/2000

| Nr | Poz. | Nar.              | Nazwisko i imię    | Data urodzenia | Wzrost | Masa ciała |
| -- | ---- | ----------------- | ------------------ | -------------- | ------ | ---------- |
| 4  | R    | Polska            | Kościuk, Robert    | 1969-01-17     | 186 cm |            |
| 8  | S    | Polska            | Krzemiński, Łukasz | 1980-06-16     | 201 cm |            |
| 7  | S    | Polska            | Cieliński, Marek   | 1969-04-25     | 198 cm |            |
| 10 | S/C  | Polska            | Molenda, Andrzej   | 1975-02-07     | 203 cm |            |
| 9  | S/R  | Stany Zjednoczone | Upshaw, Kelvin     | 1959-12-16     | 188 cm |            |
| 11 | C    | Stany Zjednoczone | Stern, Jeff        | 1968-08-24     | 208 cm |            |
| 13 | C    | Polska            | Grudziński, Wiktor | 1978-04.-9     | 207 cm |            |
| 14 | S    | Polska            | Morkowski, Robert  | 1974-08-21     | 200 cm |            |
| 15 | S    | Polska            | Wiekiera, Paweł    | 1978-01-14     | 205 cm |            |
| 3  | S    | Polska            | Kurkianiec, Kamil  | 1980-01-13     | 190 cm |            |
| 5  | R    | Litwa             | Aidietis, Giedrius | 1974-03-12     | 206 cm |            |
| 6  | S    | Polska            | Nowak, Michał      | 1980-09-27     | 198 cm |            |

Trener:  Tadeusz Aleksandrowicz
 Asystenci: Mieczysław Major

### Sezon 1999/2000 (rozgrywki w PLK)
Łukasz Krzemiński w sezonie 1999/2000 grał w Spójni w PLK. Skład z lat 1999/2000:
| Nr | Poz. | Nar.                | Nazwisko i imię      | Data urodzenia | Wzrost | Masa ciała |
| -- | ---- | ------------------- | -------------------- | -------------- | ------ | ---------- |
| 15 | S    | Polska              | Wiekiera, Paweł      | 1978-01-14     | 205 cm |            |
| 13 | C    | Polska              | Grudziński, Wiktor   | 1978-04.-9     | 207 cm |            |
| 14 | S    | Polska              | Morkowski, Robert    | 1974-08-21     | 200 cm |            |
| 3  | S    | Polska              | Kurkianiec, Kamil    | 1980-01-13     | 190 cm |            |
| ?  | C    | Polska              | Bigus, Rafał         | 1976-07-12     | 215 cm |            |
| ?  | ?    | Stany Zjednoczone   | McGruder, Prentice   | 1974           | 192 cm |            |
| 8  | S    | Polska              | Krzemiński, Łukasz   | 1980-06-16     | 201 cm |            |
| 11 | S    | Polska              | Nowak, Michał        | 1980-09-27     | 198 cm |            |
| 7  | O    | Polska              | Nizioł, Piotr        | 1969-01-15     | 190 cm |            |
| ?  | S    | Polska              | Słomiński, Adam      | 1980           | 202 cm |            |
| 10 | O    | Polska              | Liśkiewicz, Marcin   | 1981           | 192 cm |            |
| 12 | S    | Serbia i Czarnogóra | Pokrajac, Damir      | 1966-10-21     | 205 cm |            |
| 6  | S    | Litwa               | Staskunas, Paulius   | 1974-05-20     | 198 cm |            |
| ?  | O    | Stany Zjednoczone   | Wilson, Marcus       | 1977-08-08     | 191 cm |            |
| ?  | S/C  | Polska              | Ziółkowski, Wojciech | 1972-04-26     | 205 cm |            |

Trener:  Tadeusz Aleksandrowicz
 Asystenci: Mieczysław Major